# Dewitt Menyard
Dewitt „Slem” Menyard (ur. 24 maja 1944 w Columbus, zm. 21 maja 2009) – amerykański koszykarz, występujący na pozycji środkowego, po zakończeniu kariery zawodniczej trener koszykarski.

## Osiągnięcia
ABA
- Uczestnik meczu gwiazd ABA (1968)[1][2]

Francja
- Mistrz Francji (1976, 1980)